# ハリー・スミス (芸術家)
ハリー・スミス（Harry Everett Smith　1923年5月29日 - 1991年11月27日）は、アメリカ合衆国の芸術家、画家、音楽家、評論家、学者、奇術師、詩人である。

## 来歴・人物
画家、詩人、音楽評論家、音楽プロデューサーとしてアメリカで活動した。その一方で多彩な趣味や才能を有しており、他にも人類学者、言語学者、音楽学者、オカルト系歴史家、哲学者として様々な分野で活躍している。
また、趣味でレコードや絵本、アルメニアのイースターエッグの収集、さらには奇術といったものがあり、それら分野でも第一人者である。
1952年、アメリカフォーク音楽のコンピレーションである『Anthology of American Folk Music』を発表。後のフォークブームに大きな影響を与えたとされる。
1991年5月29日、チェルシー・ホテルの一室で死去。

## 関連文献
- ラニ・シン編『ハリー・スミスは語る　音楽／映画／人類学／魔術』湯田賢司訳、カンパニー社、2020年。